# UEFA Nations League 2022-2023 - Lega A
Questa voce raccoglie un approfondimento sulle gare della Lega A dell'UEFA Nations League 2022-2023. La fase a gironi della Lega A si è disputata tra il 1º giugno e il 27 settembre 2022, mentre la fase finale tra le quattro vincitrici dei gruppi si è disputata tra il 14 e 18 giugno 2023. La Francia era la squadra campione in carica. La Spagna ha battuto in finale la Croazia 5-4 ai tiri di rigore, dopo lo 0-0 dei tempi supplementari, conquistando il primo successo nella manifestazione.

## Formato
Nella Lega A partecipano le 12 squadre classificate dal primo al dodicesimo posto nella classifica finale della UEFA Nations League 2020-2021, alle quali si aggiungono le 4 promosse dalla Lega B (classificate 17-20); le 16 partecipanti vengono divise in quattro gruppi da quattro squadre ciascuno. Ogni squadra gioca sei incontri: quattro partite nel mese di giugno e due nel mese di settembre. La fase a gironi di questa edizione del torneo viene disputata in questi mesi in quanto il campionato mondiale di calcio 2022 si disputa a fine anno. Le squadre vincitrici di ogni raggruppamento partecipano alla fase finale, mentre le ultime classificate di ogni gruppo vengono retrocesse nella Lega B della UEFA Nations League 2024-2025.
La fase finale, in programma nel mese di giugno del 2023, è composta dalle semifinali, dall'incontro per il terzo posto e dalla finale. Gli accoppiamenti per le semifinali, insieme alla scelta della squadra di casa per la finale del terzo posto e per la finale saranno determinati da un sorteggio aperto. La nazione ospitante della fase finale sarà scelta tra le quattro squadre qualificate dal Comitato Esecutivo UEFA.
Le quattro squadre vincitrici di ogni raggruppamento saranno sorteggiate in un gruppo composto da cinque squadre per le qualificazioni al campionato europeo di calcio 2024 in modo che quest'ultime abbiano il turno di riposo mentre partecipano alla fase finale.

## Squadre partecipanti
Le squadre sono state assegnate alla Lega A in base alla lista d'accesso della UEFA Nations League 2022-2023, la quale si basa sulla classifica finale dell'edizione precedente: alle 12 squadre rimaste nella Lega A viene attribuito il numero di accesso corrispondente alla posizione nella classifica finale dell'edizione passata, mentre alle 4 promosse dalla Lega B vengono attribuiti i numeri 13-16. Le urne per il sorteggio, composte da quattro squadre ciascuna, sono state annunciate il 22 settembre 2021.
| Squadra             | Rank |
| ------------------- | ---- |
| Francia (detentori) | 1    |
| Spagna              | 2    |
| Italia              | 3    |
| Belgio              | 4    |

| Squadra     | Rank |
| ----------- | ---- |
| Portogallo  | 5    |
| Paesi Bassi | 6    |
| Danimarca   | 7    |
| Germania    | 8    |

| Squadra     | Rank |
| ----------- | ---- |
| Inghilterra | 9    |
| Polonia     | 10   |
| Svizzera    | 11   |
| Croazia     | 12   |

| Squadra   | Rank |
| --------- | ---- |
| Galles    | 13   |
| Austria   | 14   |
| Rep. Ceca | 15   |
| Ungheria  | 16   |

Il sorteggio per la fase a gironi si è svolto il 16 dicembre 2021 alle ore 18:00 CET a Nyon, in Svizzera. Il programma della fase a gironi è stato confermato dalla UEFA il giorno successivo alla disputa del sorteggio. Il programma della fase a gironi del Gruppo 4 è stato modificato a seguito della posticipazione del Percorso A del turno di spareggio UEFA per la qualificazione al campionato mondiale di calcio 2022.

## Gruppo 1

### Classifica
| Pos | Squadra   | Pt | G | V | N | P | GF | GS | DG |
| --- | --------- | -- | - | - | - | - | -- | -- | -- |
| 1.  | Croazia   | 13 | 6 | 4 | 1 | 1 | 8  | 6  | +2 |
| 2.  | Danimarca | 12 | 6 | 4 | 0 | 2 | 9  | 5  | +4 |
| 3.  | Francia   | 5  | 6 | 1 | 2 | 3 | 5  | 7  | -2 |
| 4.  | Austria   | 4  | 6 | 1 | 1 | 4 | 6  | 10 | -4 |

### Risultati
| Arbitro: | Chris Kavanagh |

|  |           |                                             |
|  | Marcatori | 41’ Arnautović 54’ Gregoritsch 57’ Sabitzer |

| Arbitro: | Felix Zwayer |

|             |           |                    |
| Benzema 51’ | Marcatori | 68’, 88’ Cornelius |

| Arbitro: | Marco Guida |

|                     |           |            |
| Kramarić 83’ (rig.) | Marcatori | 52’ Rabiot |

| Arbitro: | William Collum |

|              |           |                                 |
| Schlager 67’ | Marcatori | 28’ Højbjerg 84’ Stryger Larsen |

| Arbitro: | Anastasios Sidīropoulos |

|             |           |            |
| Weimann 37’ | Marcatori | 83’ Mbappé |

| Arbitro: | Bartosz Frankowski |

|  |           |             |
|  | Marcatori | 69’ Pašalić |

| Arbitro: | Alejandro Hernández Hernández |

|                         |           |  |
| Wind 21’ Skov Olsen 37’ | Marcatori |  |

| Arbitro: | Orel Grinfeld |

|  |           |                  |
|  | Marcatori | 5’ (rig.) Modrić |

| Arbitro: | Davide Massa |

|                    |           |             |
| Sosa 49’ Majer 79’ | Marcatori | 77’ Eriksen |

| Arbitro: | Andreas Ekberg |

|                       |           |  |
| Mbappé 56’ Giroud 65’ | Marcatori |  |

| Arbitro: | Artur Soares Dias |

|                |           |                                 |
| Baumgartner 9’ | Marcatori | 6’ Modrić 69’ Livaja 72’ Lovren |

| Arbitro: | István Kovács |

|                            |           |  |
| Dolberg 34’ Skov Olsen 39’ | Marcatori |  |

## Gruppo 2

### Classifica
| Pos | Squadra    | Pt | G | V | N | P | GF | GS | DG |
| --- | ---------- | -- | - | - | - | - | -- | -- | -- |
| 1.  | Spagna     | 11 | 6 | 3 | 2 | 1 | 8  | 5  | +3 |
| 2.  | Portogallo | 10 | 6 | 3 | 1 | 2 | 11 | 3  | +8 |
| 3.  | Svizzera   | 9  | 6 | 3 | 0 | 3 | 6  | 9  | -3 |
| 4.  | Rep. Ceca  | 4  | 6 | 1 | 1 | 4 | 5  | 13 | -8 |

### Risultati
| Arbitro: | Daniel Siebert |

|                           |           |            |
| Kuchta 11’ Sow 58’ (aut.) | Marcatori | 44’ Okafor |

| Arbitro: | Michael Oliver |

|            |           |           |
| Morata 25’ | Marcatori | 82’ Horta |

| Arbitro: | François Letexier |

|                     |           |                         |
| Pešek 4’ Kuchta 66’ | Marcatori | 45+3’ Gavi 90’ Martínez |

| Arbitro: | Orel Grinfeld |

|                                           |           |  |
| Carvalho 15’ Ronaldo 35’, 39’ Cancelo 68’ | Marcatori |  |

| Arbitro: | Matej Jug |

|                        |           |  |
| Cancelo 33’ Guedes 38’ | Marcatori |  |

| Arbitro: | Serdar Gözübüyük |

|  |           |             |
|  | Marcatori | 13’ Sarabia |

| Arbitro: | Cüneyt Çakır |

|                       |           |  |
| Soler 24’ Sarabia 75’ | Marcatori |  |

| Arbitro: | Fran Jović |

|              |           |  |
| Seferović 1’ | Marcatori |  |

| Arbitro: | Srđan Jovanović |

|  |           |                                         |
|  | Marcatori | 33’, 52’ Dalot 45+2’ Fernandes 82’ Jota |

| Arbitro: | Clément Turpin |

|          |           |                       |
| Alba 55’ | Marcatori | 21’ Akanji 59’ Embolo |

| Arbitro: | Daniele Orsato |

|  |           |            |
|  | Marcatori | 88’ Morata |

| Arbitro: | Irfan Peljto |

|                        |           |            |
| Freuler 29’ Embolo 30’ | Marcatori | 45’ Schick |

## Gruppo 3

### Classifica
| Pos | Squadra     | Pt | G | V | N | P | GF | GS | DG |
| --- | ----------- | -- | - | - | - | - | -- | -- | -- |
| 1.  | Italia      | 11 | 6 | 3 | 2 | 1 | 8  | 7  | +1 |
| 2.  | Ungheria    | 10 | 6 | 3 | 1 | 2 | 8  | 5  | +3 |
| 3.  | Germania    | 7  | 6 | 1 | 4 | 1 | 11 | 9  | +2 |
| 4.  | Inghilterra | 3  | 6 | 0 | 3 | 3 | 4  | 10 | -6 |

### Risultati
| Arbitro: | Artur Soares Dias |

|                       |           |  |
| Szoboszlai 66’ (rig.) | Marcatori |  |

| Arbitro: | Srđan Jovanović |

|                |           |             |
| Pellegrini 70’ | Marcatori | 73’ Kimmich |

| Arbitro: | Carlos del Cerro Grande |

|             |           |                 |
| Hofmann 50’ | Marcatori | 88’ (rig.) Kane |

| Arbitro: | Sandro Schärer |

|                            |           |                    |
| Barella 30’ Pellegrini 45’ | Marcatori | 61’ (aut.) Mancini |

| Wolverhampton 11 giugno 2022, ore 20:45 UTC+2 | Inghilterra      | 0 – 0 referto | Italia | Molineux Stadium (1 782 spett.)\| Arbitro: \| Szymon Marciniak \| |
| Arbitro:                                      | Szymon Marciniak |               |        |                                                                   |

| Arbitro: | José María Sánchez Martínez |

|         |           |            |
| Nagy 6’ | Marcatori | 9’ Hofmann |

| Arbitro: | Clément Turpin |

|  |           |                                     |
|  | Marcatori | 16’, 70’ Sallai 80’ Nagy 89’ Gazdag |

| Arbitro: | István Kovács |

|                                                              |           |                          |
| Kimmich 10’ Gündoğan 45+4’ (rig.) Müller 51’ Werner 68’, 69’ | Marcatori | 78’ Gnonto 90+4’ Bastoni |

| Arbitro: | Slavko Vinčić |

|  |           |            |
|  | Marcatori | 17’ Szalai |

| Arbitro: | Jesús Gil Manzano |

|               |           |  |
| Raspadori 68’ | Marcatori |  |

| Arbitro: | Danny Makkelie |

|                                    |           |                                      |
| Shaw 72’ Mount 75’ Kane 83’ (rig.) | Marcatori | 52’ (rig.) Gündoğan 67’, 87’ Havertz |

| Arbitro: | Benoît Bastien |

|  |           |                           |
|  | Marcatori | 27’ Raspadori 52’ Dimarco |

## Gruppo 4

### Classifica
| Pos | Squadra     | Pt | G | V | N | P | GF | GS | DG |
| --- | ----------- | -- | - | - | - | - | -- | -- | -- |
| 1.  | Paesi Bassi | 16 | 6 | 5 | 1 | 0 | 14 | 6  | +8 |
| 2.  | Belgio      | 10 | 6 | 3 | 1 | 2 | 11 | 8  | +3 |
| 3.  | Polonia     | 7  | 6 | 2 | 1 | 3 | 6  | 12 | -6 |
| 4.  | Galles      | 1  | 6 | 0 | 1 | 5 | 6  | 11 | -5 |

### Risultati
| Arbitro: | Rade Obrenovič |

|                            |           |                 |
| Kamiński 72’ Świderski 85’ | Marcatori | 52’ J. Williams |

| Arbitro: | José María Sánchez Martínez |

|                 |           |                                          |
| Batshuayi 90+3’ | Marcatori | 40’ Bergwijn 51’, 65’ Depay 61’ Dumfries |

| Arbitro: | Ivan Kružliak |

|                                                                        |           |                 |
| Witsel 42’ De Bruyne 59’ Trossard 73’, 80’ Dendoncker 83’ Openda 90+3’ | Marcatori | 28’ Lewandowski |

| Arbitro: | Glenn Nyberg |

|                         |           |                                |
| Norrington-Davies 90+2’ | Marcatori | 50’ Koopmeiners 90+4’ Weghorst |

| Arbitro: | Halil Umut Meler |

|                           |           |                        |
| Klaassen 51’ Dumfries 54’ | Marcatori | 18’ Cash 49’ Zieliński |

| Arbitro: | Benoît Bastien |

|             |           |               |
| Johnson 86’ | Marcatori | 51’ Tielemans |

| Arbitro: | Horatiu Fesnic |

|                                |           |                               |
| Lang 17’ Gakpo 23’ Depay 90+3’ | Marcatori | 26’ Johnson 90+2’ (rig.) Bale |

| Arbitro: | Irfan Peljto |

|  |           |               |
|  | Marcatori | 16’ Batshuayi |

| Arbitro: | Ali Palabıyık |

|                             |           |           |
| De Bruyne 10’ Batshuayi 37’ | Marcatori | 50’ Moore |

| Arbitro: | Alejandro Hernández Hernández |

|  |           |                        |
|  | Marcatori | 13’ Gakpo 60’ Bergwijn |

| Arbitro: | Anthony Taylor |

|              |           |  |
| Van Dijk 73’ | Marcatori |  |

| Arbitro: | Andris Treimanis |

|  |           |               |
|  | Marcatori | 58’ Świderski |

## Fase finale
La fase finale è stata ospitata dai Paesi Bassi, in quanto vincitrici del gruppo 4. Gli accoppiamenti per le semifinali, insieme alla scelta della squadra di casa per la finale del terzo posto e per la finale, sono stati determinati da un sorteggio aperto che si è svolto il 25 gennaio 2023 alle ore 11:00 CET a Nyon, in Svizzera. Per scopi amministrativi, la squadra ospitante della fase finale, i Paesi Bassi, è stata allocata nella prima semifinale.

### Tabellone
|  | Semifinali | Semifinali    | Semifinali   |              |         | Finale 1º/2º posto | Finale 1º/2º posto | Finale 1º/2º posto |  |
|  |            |               |              |              |         |                    |                    |                    |  |
|  | A4         | Paesi Bassi   | 2            |              |         |                    |                    |                    |  |
|  | A4         | Paesi Bassi   | 2            |              |         |                    |                    |                    |  |
|  | A1         | Croazia (dts) | 4            |              |         |                    |                    |                    |  |
|  | A1         | Croazia (dts) | 4            |              | Croazia | Croazia            | 0 (4)              |                    |  |
|  |            |               |              |              | Croazia | Croazia            | 0 (4)              |                    |  |
|  |            |               | Spagna (dtr) | Spagna (dtr) | 0 (5)   |                    |                    |                    |  |
|  | A2         | Spagna        | Spagna (dtr) | Spagna (dtr) | 0 (5)   | 2                  |                    |                    |  |
|  | A2         | Spagna        |              |              |         | 2                  |                    |                    |  |
|  | A3         | Italia        | 1            |              |         | Finale 3º/4º posto | Finale 3º/4º posto | Finale 3º/4º posto |  |
|  | A3         | Italia        | 1            |              |         |                    |                    |                    |  |
|  |            |               |              |              |         |                    |                    |                    |  |
|  |            |               |              |              |         | Paesi Bassi        | Paesi Bassi        | 2                  |  |
|  |            |               |              |              |         | Paesi Bassi        | Paesi Bassi        | 2                  |  |
|  |            |               |              |              |         | Italia             | Italia             | 3                  |  |

### Semifinali
| Arbitro: | István Kovács |

|                      |           |                                                                 |
| Malen 34’ Lang 90+6’ | Marcatori | 55’ (rig.) Kramarić 72’ Pašalić 98’ Petković 116’ (rig.) Modrić |

| Arbitro: | Slavko Vinčić |

|                    |           |                     |
| Pino 3’ Joselu 88’ | Marcatori | 11’ (rig.) Immobile |

### Finale 3º posto
| Arbitro: | Glenn Nyberg |

|                            |           |                                    |
| Bergwijn 68’ Wijnaldum 89’ | Marcatori | 6’ Dimarco 20’ Frattesi 72’ Chiesa |

### Finale
| Arbitro: | Felix Zwayer |

|                                               |                      |                                              |
| Vlašić Brozović Modrić Majer Perišić Petković | Tiri di rigore 4 – 5 | Joselu Rodri Merino Asensio Laporte Carvajal |

## Statistiche

### Classifica marcatori
3 reti
- Michy Batshuayi
- Luka Modrić

- Steven Bergwijn
- Memphis Depay

2 reti
- Kevin De Bruyne
- Leandro Trossard
- Andrej Kramarić
- Mario Pašalić
- Andreas Cornelius
- Andreas Skov Olsen
- Kylian Mbappé
- Brennan Johnson
- İlkay Gündoğan
- Kai Havertz

- Jonas Hofmann
- Joshua Kimmich
- Timo Werner
- Harry Kane
- Federico Dimarco
- Lorenzo Pellegrini
- Giacomo Raspadori
- Denzel Dumfries
- Cody Gakpo
- Noa Lang

- Karol Świderski
- João Cancelo
- Diogo Dalot
- Cristiano Ronaldo
- Jan Kuchta
- Álvaro Morata
- Pablo Sarabia
- Breel Embolo
- Zsolt Nagy
- Roland Sallai

1 rete
- Marko Arnautović
- Christoph Baumgartner
- Michael Gregoritsch
- Marcel Sabitzer
- Xaver Schlager
- Andreas Weimann
- Leander Dendoncker
- Loïs Openda
- Youri Tielemans
- Axel Witsel
- Marko Livaja
- Dejan Lovren
- Lovro Majer
- Bruno Petković
- Borna Sosa
- Kasper Dolberg
- Christian Eriksen
- Pierre-Emile Højbjerg
- Jens Stryger Larsen
- Jonas Wind
- Karim Benzema
- Olivier Giroud

- Adrien Rabiot
- Gareth Bale
- Kieffer Moore
- Rhys Norrington-Davies
- Jonathan Williams
- Thomas Müller
- Mason Mount
- Luke Shaw
- Nicolò Barella
- Alessandro Bastoni
- Federico Chiesa
- Davide Frattesi
- Wilfried Gnonto
- Ciro Immobile
- Davy Klaassen
- Teun Koopmeiners
- Donyell Malen
- Virgil van Dijk
- Wout Weghorst
- Georginio Wijnaldum
- Matty Cash
- Jakub Kamiński

- Robert Lewandowski
- Piotr Zieliński
- William Carvalho
- Bruno Fernandes
- Gonçalo Guedes
- Ricardo Horta
- Diogo Jota
- Jakub Pešek
- Patrik Schick
- Jordi Alba
- Gavi
- Joselu
- Iñigo Martínez
- Yéremi Pino
- Carlos Soler
- Manuel Akanji
- Remo Freuler
- Noah Okafor
- Haris Seferović
- Dániel Gazdag
- Ádám Szalai
- Dominik Szoboszlai

Autoreti
- Gianluca Mancini (1, pro  Ungheria)

- Djibril Sow (1, pro  Rep. Ceca)